# 메르세데스-벤츠 이코닉
메르세데스-벤츠 이코닉(영어: Mercedes-Benz Econic)는 독일 다임러 트럭이 생산하는 대형 트럭으로 메르세데스-벤츠 아록스, 메르세데스-벤츠 악트로스, 메르세데스-벤츠 엑소르 다음으로 큰 트럭으로 6기통 엔진을 장착하고 있다. 18톤과 26톤 라인업을 구성하고 있으며 저상형으로 구성되었다. 2011년에 10만 대를 돌파 했다.

## 사진

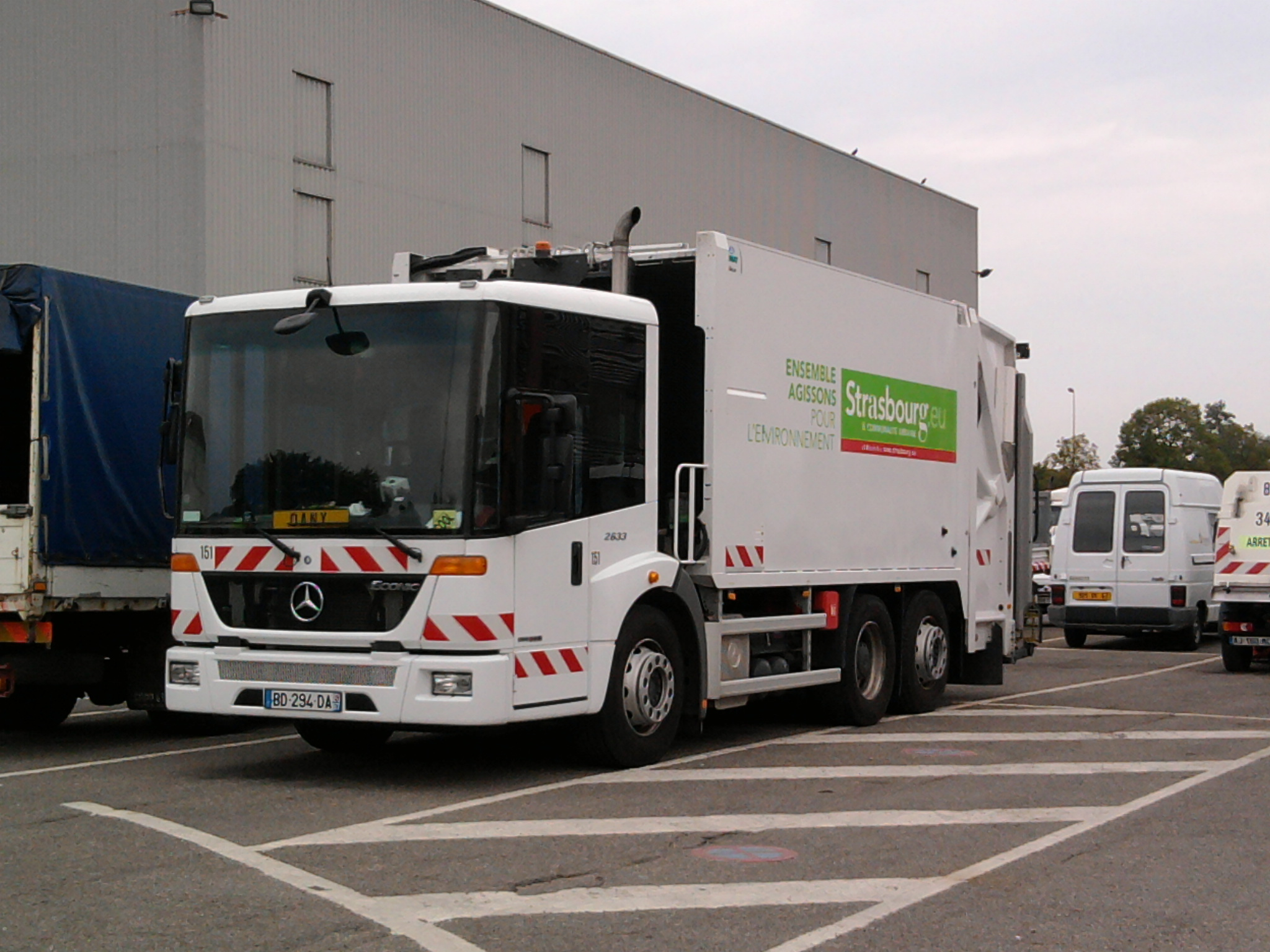
메르세데스-벤츠 이코닉 2633